# 岡ノ谷一夫
岡ノ谷 一夫（おかのや かずお、1959年7月16日 - ）は、日本の動物行動学者。帝京大学教授、東京大学名誉教授・客員教授。栃木県足利市生まれ。

## 略歴・人物
栃木県足利市生まれ。栃木県立足利高等学校、慶應義塾大学文学部卒業後、米国メリーランド大学大学院で博士号取得。千葉大学助教授、2004年理化学研究所脳科学総合研究センター生物言語研究チーム・チームリーダー。2008年ERATO情動情報プロジェクト総括を兼任、2010年より東京大学総合文化研究科教授。2022年4月より帝京大学先端総合研究機構教授。
小鳥の歌の進化と機構から、人間言語の起源についてのヒントを得る研究で知られている。また、近年では動物とヒトの比較研究から、言語と感情の起源を探っている。

## 著書
- 『小鳥の歌からヒトの言葉へ』岩波書店 岩波科学ライブラリー 2003
  - 『さえずり言語起源論 ― 新版小鳥の歌からヒトの言葉へ』、2010
- 『言葉はなぜ生まれたのか』石森愛彦絵　文藝春秋 2010
- 『「つながり」の進化生物学 はじまりは、歌だった』朝日出版社　2013　ISBN 978-4-255-00-6956
- 『脳に心が読めるか? 心の進化を知るための90冊』青土社, 2017.

### 共編著
- 『ハダカデバネズミ 女王・兵隊・ふとん係』吉田重人共著 岩波科学ライブラリー 2008 ISBN 978-4-00-007491-9
- 『言葉の誕生を科学する』小川洋子共著　河出ブックス、2011 のち文庫　ISBN 978-4-309-62430-3
- 『進化言語学の構築 新しい人間科学を目指して』藤田耕司共編 ひつじ書房 2012
- 『ことばと心』編 (玉川百科こども博物誌) のだよしこ絵. 玉川大学出版部, 2019.
- 『本棚から読む平成史』梯久美子,牧原出共著, 読売新聞社文化部編. 河出書房新社, 2019.

### 翻訳
- B.H.コールズ『バード・クリニック・プラクティス 鳥の治療と看護 鳥類臨床の新しい指針』桜井富士朗共監訳 メディカルサイエンス社 2002
- アンドリュー・コールマン『心理学辞典』藤永保,仲真紀子監修 黒沢香,泰羅雅登,田中みどり,中釜洋子,服部環,日比野治雄,宮下一博共編 丸善 2004

## テレビ出演
- 又吉直樹のヘウレーカ!（NHK Eテレ、2018年12月19日）
- ヒューマニエンスQ（NHK BSプレミアム、2021年3月18日）「“ダンス”　ヒトはなぜ踊るのか」